# Gallatin (Teksas)
Gallatin – miasto w Stanach Zjednoczonych, w stanie Teksas, w hrabstwie Cherokee.